# تيتان سر (مقاطعة دلفان)
تيتان سر (بالفارسية: تیتان سر) هي قرية تقع في قسم ميربغ الجنوبي الريفي (مقاطعة دلفان) في إيران. يقدر عدد سكانها بـ 206 نسمة .